# Matthew Hoppe
Matthew Hoppe (Yorba Linda, Orange megye, Kalifornia, 2001. március 13. –) amerikai válogatott labdarúgó, az angol Middlesbrough játékosa.

## Pályafutása

### Klub
A Strikers csapatában kezdte ifjúsági karrierjét, majd innen 2017-ben a spanyol Barcelona amerikai akadémiájára került. 2019 nyarán került a német Schalke akadémiájára, ahol hamar a második csapatba került. 2020. szeptember 13-án mutatkozott be a negyedosztályban a Rot-Weiß Oberhausen ellen. November 28-án a Borussia Mönchengladbach ellen a Bundesligában is bemutatkozott. 2021. január 9-én a mesterhármast szerzett a Hoffenheim csapata elleni bajnoki mérkőzésen. Február 1-jén 2023 nyaráig szóló profi szerződést írt alá.
2021. augusztus 31-én a spanyol Mallorca csapatába szerződött.
2022. augusztus 10-én négy évre írt alá a Middlesbrough csapatához.

### A válogatottban
2021. május 30-án a kispadon kapott lehetőséget a felnőttek között Svájc ellen. Bekerült a 2021-es CONCACAF-aranykupára utazó keretbe, úgy hogy nem volt még válogatott mérkőzése. Július 16-án gólpasszal debütált Martinique elleni csoportmérkőzésen. A negyeddöntőben első gólját is feljegyezte a Jamaica ellen 1–0-ra megnyert találkozón.

## Statisztika
2022. augusztus 20-i állapotnak megfelelően.
| Klub          | Szezon   | Bajnokság         | Bajnokság | Bajnokság | Kupa  | Kupa  | Nemzetközi | Nemzetközi | Egyéb | Egyéb | Összesen | Összesen |
| Klub          | Szezon   | Osztály           | Mérk.     | Gólok     | Mérk. | Gólok | Mérk.      | Gólok      | Mérk. | Gólok | Mérk.    | Gólok    |
| ------------- | -------- | ----------------- | --------- | --------- | ----- | ----- | ---------- | ---------- | ----- | ----- | -------- | -------- |
| Schalke II    | 2020–21  | Regionalliga West | 16        | 1         | –     | –     | –          | –          | –     | –     | 16       | 1        |
| Schalke II    | Összesen | Összesen          | 16        | 1         | 0     | 0     | 0          | 0          | 0     | 0     | 16       | 1        |
| Schalke 04    | 2020–21  | Bundesliga        | 22        | 6         | 2     | 0     | –          | –          | –     | –     | 24       | 6        |
| Schalke 04    | 2021–22  | Bundesliga 2      | 1         | 0         | 0     | 0     | –          | –          | –     | –     | 1        | 0        |
| Schalke 04    | Összesen | Összesen          | 23        | 6         | 2     | 0     | 0          | 0          | 0     | 0     | 25       | 6        |
| RCD Mallorca  | 2021–22  | La Liga           | 5         | 0         | 2     | 0     | –          | –          | –     | –     | 7        | 1        |
| RCD Mallorca  | Összesen | Összesen          | 5         | 0         | 2     | 0     | 0          | 0          | 0     | 0     | 7        | 0        |
| Middlesbrough | 2022–23  | Championship      | 2         | 0         | 0     | 0     | –          | –          | –     | –     | 2        | 0        |
| Middlesbrough | Összesen | Összesen          | 2         | 0         | 0     | 0     | 0          | 0          | 0     | 0     | 2        | 0        |
| Összesen      | Összesen | Összesen          | 46        | 7         | 4     | 0     | 0          | 0          | 0     | 0     | 50       | 7        |

### A válogatottban
| Válogatott       | Év       | Pályára lépés | Gól |
| ---------------- | -------- | ------------- | --- |
| Egyesült Államok | 2021     | 6             | 1   |
| Egyesült Államok | 2023     | 2             | 0   |
| Összesen         | Összesen | 8             | 1   |

#### Góljai a válogatottban
| # | Időpont          | Helyszín                                           | Ellenfél | Gólok | Eredmény | Kiírás                     |
| - | ---------------- | -------------------------------------------------- | -------- | ----- | -------- | -------------------------- |
| 1 | 2021. július 25. | ATCT Stadion, Arlington, Amerikai Egyesült Államok | Jamaica  | 1–0   | 1–0      | 2021-es CONCACAF-aranykupa |

## Sikere, díjai

### Válogatott
- Amerikai Egyesült Államok
  - CONCACAF-aranykupa: 2021

### Egyéni
- Bundesliga – Hónap Tehetsége: 2021 január[16]